# Tiger Lou
Tiger Lou (Та́йґа Лу) — шведський гурт, який 2001 року створив Расмус Келлерман, також відомий як Araki. Після кількох мініальбомів перший повноцінний альбом Is My Head Still On? вийшов 2004 року.
На альбомах Tiger Lou є сольним проєктом, адже Келлерман є автором усіх текстів та майже повністю виконує інструментальну частину. Натомість наживо йому допомагають Ерік Велен (Erik Welén), Матіас Йоганссон (Mathias Johansson) та Понтус Леван (Pontus Levahn).
За словами Келлермана, назву гурту було взято з фільму 1993 року «Fong Sai-yuk» режисера Корі Юна (Corey Yuen), де одного з героїв звали Tiger Lu. При цьому він додає, що «ніхто не знає, звідкіля взялося O».
Расмус Келлерман одружений зі шведською співачкою Андреа Келлерман (Andrea Kellerman), відомою також як Firefox AK.

## Дискографія
Альбоми
- Is My Head Still On? (березень 2004) — Startracks
- The Loyal (жовтень 2005) — Startracks
- A Partial Print (жовтень 2008) — Startracks

Міні-альбоми
- Trouble and Desire (2003)

Синґли
- Oh Horatio (2004)
- Sell Out (2004)
- The War Between Us (2004)
- The Loyal (2005)
- Nixon (2006)
- Until I'm There (2006)
- Coalitions (2008)